# Discours de Fulton
Pour les articles homonymes, voir Fulton.
Le discours de Fulton a été prononcé par l'ex-Premier ministre britannique Winston Churchill à l'université de Westminster (en) de Fulton (Missouri) aux États-Unis le 5 mars 1946 en présence du président américain Harry Truman. Il porte sur la nécessité d'une alliance entre Britanniques et Américains, ainsi que sur l'urgence de négociations pour prévenir la guerre et la tyrannie qu'engendrerait une poursuite de l'expansionnisme soviétique.
Comme le note le diplomate George Kennan, ce discours d'environ quarante-cinq minutes témoigne de l'éloquence et du lyrisme de Winston Churchill, qui sera lauréat du prix Nobel de littérature en 1953.
S'exprimant en son nom personnel, Churchill estime de son devoir d'attirer l'« attention sur l’ombre qui, à l’ouest comme à l’est, tombe sur le monde ». Il ne croit pas « que la Russie soviétique désire la guerre », mais considérant que « personne ne sait ce que la Russie soviétique et son organisation communiste internationale ont l’intention de faire dans l’avenir immédiat, ni où sont les limites, s’il en existe, de leurs tendances expansionnistes et de leur prosélytisme », il juge indispensable que les « démocraties occidentales s’unissent dans le strict respect des principes de la Charte des Nations Unies ».
Moins d'un an après la fin de la Seconde Guerre mondiale, ce discours traduit la dégradation des relations entre les anciens alliés. Il fait date en raison du prestige immense de Winston Churchill et de l'emploi d'expressions fortes qui seront largement utilisées pendant toute la Guerre froide, comme « rideau de fer » et « monde démocratique libre » pour parler des démocraties occidentales, par opposition aux systèmes totalitaires.
Les États-Unis n'apportent pas leur soutien officiel aux propositions de Churchill, bien qu'ils partagent ses inquiétudes quant à l'évolution de la relation avec l'Union soviétique. Un an plus tard, Truman fera sienne une politique d'endiguement du communisme.
Dans un entretien publié dans la Pravda, Staline répond à Churchill qu'il accuse d'être un « fauteur de guerre » pour qui « au nom d'une théorie raciale anglaise (...) les nations de langue anglaise, en tant que seules « véritables », doivent régner sur les autres nations du monde ».

## Résumé
Dans son discours,, Churchill considère que les États-Unis sont à l’apogée de leur puissance et qu'il faut saisir cette occasion pour prévenir la guerre et la tyrannie qui sont les deux dangers principaux qui menacent le monde. Contre la tyrannie, les États-Unis et l’Empire britannique ne doivent cesser de proclamer les grands principes de liberté et de droits de l’homme. Tout pays doit pouvoir tenir des élections démocratiques et disposer d’une justice indépendante.

Churchill insiste sur le rôle important que les Nations unies doivent jouer dans la préservation de la paix mondiale. Afin d'en renforcer la capacité d'action, il recommande la création de forces armées pouvant agir au nom de l'organisation mondiale. Cette idée verra le jour avec la création des « casques bleus » quelques années plus tard. 
« L’organisation des Nations unies doit être équipée dès maintenant d’une force armée internationale. Nous ne pouvons avancer ici qu’à petits pas mais nous devons commencer tout de suite. »
Churchill s'oppose cependant à la diffusion du secret de fabrication de la bombe atomique à une organisation mondiale encore balbutiante :
« Il serait cependant erroné et imprudent de confier le secret de la connaissance ou des expériences de la bombe atomique, que partagent désormais les États-Unis, la Grande-Bretagne et le Canada, à une organisation mondiale qui vient à peine de voir le jour. Ce serait folie criminelle que de le laisser sans protection dans ce monde toujours agité et désuni. Nulle part n'a-t-on vu quelqu'un perdre le sommeil de savoir que cette connaissance ainsi que la méthode et les matières premières nécessaires se trouvent aujourd'hui essentiellement entre les mains de l'Amérique. Je ne pense pas que nous aurions tous dormi si tranquillement si la situation avait été inversée et qu'un État communiste ou néo-fasciste détenait actuellement le monopole de ces porteurs de terreur. Ils inspirent une telle peur qu'elle aurait suffi à imposer des systèmes totalitaires sur le monde démocratique libre, avec les conséquences effrayantes qu'on peut imaginer. »
Pour lutter contre les deux grands dangers qui menacent les populations, la guerre et la tyrannie, Churchill estime nécessaire de continuer de développer une relation spéciale entre Britanniques et Américains : amitié mais aussi alliance militaire pour contrer les intentions de la Russie soviétique et ses tendances expansionnistes et prosélytes.
« Ni la prévention certaine d’une guerre, ni la montée continue de l’organisation mondiale ne seront acquises sans ce que j’ai appelé l’association fraternelle des peuples anglophones. Cela implique une relation particulière entre le Commonwealth et l’Empire britanniques d’une part et les États-Unis d’autre part. »
Dans la seconde moitié de son discours, Churchill en vient à parler explicitement de l'Union soviétique. Après avoir légitimé les impératifs de sécurité de la Russie et sa place au milieu des nations dirigeantes du monde, Churchill dénonce le rideau de fer qui sépare l'Europe de l'Ouest de l'Europe centrale et orientale.
« De Stettin sur la Baltique à Trieste sur l'Adriatique, un rideau de fer est descendu à travers le continent. Derrière cette ligne se trouvent toutes les capitales des anciens États d'Europe centrale et orientale. Varsovie, Berlin, Prague, Vienne, Budapest, Belgrade, Bucarest et Sofia, toutes ces villes célèbres et les populations qui les entourent se trouvent désormais dans ce que je dois appeler la sphère soviétique, et sont toutes soumises, sous une forme ou sous une autre, non seulement à l'influence soviétique, mais aussi à un degré très élevé et, dans beaucoup de cas, à un degré croissant, au contrôle de Moscou. »
Puis Churchill relève « que les partis communistes, qui étaient très faibles dans tous ces États de l’Est européen, (...) cherchent partout à accéder à un contrôle totalitaire. Des gouvernements policiers dominent dans presque tous les cas et, jusqu’à présent, à l’exception de la Tchécoslovaquie, il n’y a pas de vraie démocratie. » Il décrit ensuite les dangers que le communisme fait peser partout dans le monde sur la « civilisation chrétienne. »